# Trichophysetis duplifascialis
Trichophysetis duplifascialis is een vlinder uit de familie van de grasmotten (Crambidae). De wetenschappelijke naam van deze soort is voor het eerst gepubliceerd in 1891 door George Francis Hampson.

## Verspreiding
De soort komt voor in de Comoren, India (Tamil Nadu) en Sri Lanka.

## Waardplanten
De rups leeft op soorten van de geslachten Dianthus (Caryophyllaceae), Gardenia (Rubiaceae) en op Jasminum sambac (Oleaceae) en Plumeria rubra (Apocynaceae).